# آب‌شناس (فیلم)
آب‌شناس (انگلیسی: The Water Diviner) یا آب‌یاب فیلمی به کارگردانی راسل کرو است که در سال ۲۰۱۴ منتشر شد. از بازیگران آن می‌توان به جای کورتنی، اولگا کوریلنکو، و راسل کرو اشاره کرد.
این اولین فیلم راسل کرو در مقام کارگردان به‌شمار می‌رود.

## داستان
جاشوا کانر یک کشاورز و آب‌شناس استرالیایی است. او پدر ۳ پسر به نام‌های آرتور، ادوارد و هنری است که عضو آنزاک بوده‌اند و تصور می‌شود که در نبرد گالیپولی (نبرد چاناق‌قلعه) در جریان جنگ جهانی اول کشته شده‌اند. الیزا همسر کانر که تاب تحمل این غم را ندارد اقدام به خودکشی می‌کند. جاشوا تصمیم می‌گیرد که جنازه‌های پسرانش را بیابد و در کنار قبر مادرشان به خاک بسپارد.

جاشوا به استانبول سفر می‌کند و در هتلی در استانبول اقامت می‌کند، در آنجا با زنی به نام عایشه آشنا می‌شود که مدیر هتل است. کانر در مسیر جستجوی پسرانش به افسری به نام حسن برمی‌خورد و از کمک‌های او بهره‌مند می‌شود.

## بازیگران
- جای کورتنی
- اولگا کوریلنکو
- راسل کرو
- یلماز اردوغان
- جم ییلماز
- ژاکلین مک‌کنزی
- ریان کُر
- ایزابل لوکاس
- مرد فرات
- مگان گیل
- رابرت مامون
- دیمون هریمن
- استیو باستونی